# Јозефов (Мазовско војводство)
Јозефов је град у Пољској у Мазовском војводству и лежи на ушћу реке Свидер у Вислу. Јужни сусед му је Варшава, а северни Отвоцк. Јозефов спада у приградска насеља Варшаве. У њему живи око 20.000 становника.

## Демографија
| 2011.  | 2012.  |
| ------ | ------ |
| 20.132 | 19.947 |

## Партнерски градови
- Bitetto